# Athetis tetraglypha
Athetis tetraglypha là một loài bướm đêm trong họ Noctuidae.